# Мирко Дмитрий Петрович-Негош
Принц Мирко Дмитрий Петрович-Негош, Великий воевода Грахова и Зеты (17 апреля 1879, Цетинье — 2 марта 1918, Вена) — девятый ребёнок и второй сын князя (с 1910 года — короля) Николы I и Милены Вукотич. Крёстным отцом Мирко был греческий король Георг I.

## Биография

### Его университеты
В юности Мирко посещал военное училище в Цетинье, затем изучал право в Греции. После чего окончил Военную Академию в Триесте.

### Брак
25 июля 1902 года в Цетинье князь Мирко женился на Наталии Константинович (Триест, 10 октября 1882 — Париж, 21 августа 1950), дочери Александра Константиновича и его жены Милены Опуич. Наталия была внучкой Александра Константиновича-Старшего и Анны Обренович (1 апреля 1821 — убита в Белграде, 10 июня 1868), дочери Ефрема Обреновича (1790 — 20 сентября 1856), младшего брата Милоша Обреновича, князя Сербии, и его жены Томании Богичевич (1796 — 13 июня 1881). Так Негоши породнились с Обреновичами…
У Мирко и Наталии родилось пять сыновей до развода, последовавшего в 1917 году:
- Степан (1903—1908) умер от туберкулёза.
- Станислав (1905—1907) умер от туберкулёза.
- Михаил (1908—1986) — глава династии Петровичей-Негошей, претендент на трон Черногории.
- Павел (1910—1933)
- Эманнуил (1912—1928)

### Виды на Сербский престол
Поскольку жена князя Мирко была внучка Александра Константиновича, который женился в 1842 году на Анке (Анне) Обренович, происходившей из сербского княжеского и королевского дома Обреновичей, — была достигнута договоренность с сербским правительством о том, что князь Мирко будет провозглашен наследным принцем Сербии в случае, если брак короля Александра Обреновича и королевы Драги окажется бездетным.
Впрочем, в 1903 году князь Мирко потерял даже теоретический шанс взойти на сербский престол — вследствие произошедшего в тот год зверского убийства Александра и Драги и последовавшего за ним коронования Петра Карагеоргиевича — бывшего зятя князя Мирко…
В 1911 году Мирко и Наталия вступили в тайное общество «Чёрная рука» («Единство или смерть»), которое ставило своей целью объединить всех сербов на Балканах (особенно находившихся в составе Австро-Венгрии). Парадокс ситуации заключался в том, что костяк «Чёрной руки» составляли старые враги княжеского и королевского дома Обреновичей.

### Развод и смерть
21 января 1916 года австро-германские войска оккупировали Черногорию и передали номинальную власть над страной князю Мирко Петровичу. Король Никола I, вместе со всей остальной семьёй, покинул Отечество и эвакуировался во Францию.
В 1917 году князь Мирко официально развелся со своей женой. Мирко переехал из Парижа в Вену, где поселился невдалеке от королевского дворца Хофбург и умер в следующем, 1918 году (не исключено, что был отравлен). Вскоре после смерти Мирко, его десятилетний сын Принц Михаил был возвращён его матерью из Вены в Париж, где его воспитанием вплотную занялись члены Черногорской Королевской семьи. В 1921 году, после смерти короля-изгнанника Николы I и вскоре после загадочного отречения наследного принца Данило, тринадцатилетний Принц Михаил стал главой дома Петрович-Негош.